# Jahači u sjeni
Jahači u sjeni (The Shadow Riders) je američki western igrani film iz 1982. godine. Na hrvatskoj televiziji je premijerno prikazan 23. listopada 2001.

## Sadržaj
Teksas, 1865., pred kraj američkog građanskog rata. Grupa unionističkih vojnika sprema se strijeljati Dela Travena (Sam Elliott), zarobljenog narednika vojske Konfederacije, ali Travena u zadnji tren spašavaju bojnik Cooper Ashbury (Geoffrey Lewis) i njegovi ljudi, vojnici Konfederacije koji ne prihvaćaju poraz i nastavljaju borbu protiv unionista. Del kreće kući i na putu zarobljava dvojicu konjokradica. Odvodi ih u malo teksaško selo da ih preda pravdi ali na nesreću, ispostavi se da je cijelo selo u srodstvu s konjokradicama pa Delu prijeti vješanje. Spašava ga unionistički bojnik Mac Traven (Tom Selleck), njegov brat koji se također vraća obiteljskom domu. Zajedno dolaze kući gdje od roditelja doznaju da su njihove sestre te Delova djevojka Kate otete, kako bi bile prodane kao bijelo roblje razbojnicima u Meksiku. Na svoje zaprepaštenje, Del otkriva da su otmičari nitko drugi nego Ashburyjevi vojnici, koji žele djevojke zamijeniti za oružje kako bi nastavili rat.